# جوني شيفيلد
جون ماثيو شيفيلد كاسان (ولد 11 أبريل 1931 - 15 أكتوبر 2010) ممثل أمريكي بين عامي 1939 و 1947 ، صور دور الصبي في سلسلة أفلام طرزان بين عامي 1949 و 1955 ، لعب دور بومبا، فتى الأدغال.

## روابط خارجية
- Johnny Sheffield في قاعدة بيانات الأفلام على الإنترنت
- "Matt's Bomba the Jungle Boy Movie Guide"